# Ma'ale Adummim
Ma'ale Adummim (hebreiska: מַעֲלֵה אֲדֻמִּים; arabiska: معالي أدوميم; även inofficiellt stavat Maale Adumim) är en israelisk bosättning på Västbanken i området Judéen. Den grundades 1976 och räknas som en stad med egen jurisdiktion. Den byggdes på land som ansetts vara statsägt av både det Osmanska riket, Jordanien och Israel. 1991 blev den officiellt en stad. 31 december 2019 hade staden 38 100 invånare.
Internationella samfundet anser att de israeliska bosättningarna på Västbanken är illegala enligt internationell lag, något som den israeliska regeringen avvisar.